# Archidiecezja Gandhinagar
Archidiecezja Gandhinagar (łac. Archidioecesis Gandhinagarensis, ang. Archdiocese of Gandhinagar) – rzymskokatolicka archidiecezja ze stolicą w Gandhinagarze w stanie Gudźarat, w Indiach. Arcybiskupi Gandhinagaru są również metropolitami metropolii o tej samej nazwie.

## Historia
11 listopada 2002 papież Jan Paweł II erygował archidiecezję Gandhinagar.